# Bogomil Gjuzel
Bogomil Gjuzel (ur. 9 lutego 1939 w Čačaku, zm. 22 kwietnia 2021 w Skopje) – macedoński pisarz i poeta.

## Życiorys
Jego twórczość ma charakter refleksyjno-filozoficzny i skupia się na problematyce egzystencjalnej. Często rozważa problem opozycji natura-kultura, poddaje gorzkiemu, ironicznemu oglądowi historiozoficznemu historię Macedonii i mity oparte na dziejach i religii. Wydał zbiory wierszy Medovina (1962), Alhemiska ruža (1963), Mironisnici (1965), Bunar vo vremeto (1972), Trkalo na godinata (1977), Opsada (1981). Jest autorem groteskowych dramatów o tematyce biblijnej Adam i Eva i Jov (1970) oraz Aleksijada (1978). W 1969 wydał tom esejów Istorija kako maštera (1969). Przekładał również poezję angielską i amerykańską.